# John Schwarz
John Henry Schwarz (North Adams, 22 novembre 1941) è un fisico statunitense.
Insieme a Yōichirō Nambu, Gabriele Veneziano, Michael Green, Leonard Susskind, ed Edward Witten, è considerato uno dei padri fondatori della Teoria delle stringhe.
Schwarz ha studiato matematica ad Harvard (laureandosi nel 1962) e fisica teorica all'Università della California a Berkeley (Ph.D. nel 1966), dove ebbe come supervisore Geoffrey Chew. Per molti anni è stato uno dei pochissimi fisici che ha sostenuto la teoria delle stringhe quale possibile percorso verso una teoria quantistica della gravità. Il suo lavoro con Michael Green sulla cancellazione anomala nelle teorie di stringhe di tipo I, ha condotto alla cosiddetta "prima rivoluzione delle superstringhe" del 1984, che ha contribuito fortemente ad inquadrare la teoria delle stringhe nel quadro generale della ricerca in fisica teorica.
Schwarz è stato professore associato all'Università di Princeton dal 1966 al 1972. Successivamente si è trasferito presso il California Institute of Technology (Caltech), dove ricopre ancora il ruolo di professore di fisica teorica "Harold Brown". Egli è un membro dell'Accademia delle Scienze ed è stato insignito della medaglia Dirac dall'International Centre for Theoretical Physics (I.C.T.P.) di Trieste nel 1989, nonché del premio intitolato a Dannie Heineman per la fisica matematica dall'American Physical Society nel 2002. È anche stato un socio della fondazione MacArtur nel 1987.